# Cheddar (formatge)
El Cheddar és un formatge de llet de vaca originari de la població anglesa de Cheddar a Somerset.
Es tracta del formatge més popular al Regne Unit i representa el 51% del mercat de formatges del país, als Estats Units és el segon tipus de formatge més popular, després de la Mozzarella, amb un consum anual mitjà per persona de 4,5 kg.
El formatge cheddar es produeix a tot el món, i el formage cheddar no té denominació d'origen protegida ni al Regne Unit ni a la Unió Europea. El 2007, la denominació d'origen protegida "West Country Farmhouse Cheddar" es va registrar a la UE i (després del Brèxit) al Regne Unit, definit com a cheddar produït a partir de llet local a Somerset, Dorset, Devon i Cornualla i es fabrica amb mètodes tradicionals. La Indicació Geogràfica Protegida (IGP) es va registrar per a Orkney Scottish Island Cheddar l'any 2013 a la UE, que també s'aplica segons la llei del Regne Unit. A nivell mundial, l'estil i la qualitat dels formatges etiquetats com a cheddar poden variar molt, amb alguns formatges processats envasats com a "cheddar". A més, certs formatges que són semblants en gust i aparença al Red Leicester de vegades es comercialitzen com a "cheddar vermell".

## Descripció i producció
Aquest formatge es ven principalment en forma de maó, cilindre o particularment a Amèrica del Nord en forma de grans. A les piscines làctiques on apareix, tendeix a formar grumolls retorçats de forma cilíndrica, que normalment es coneixen com a "grans". Per crear els maons, els grans s'escalfen, es premsen i es tallen en blocs. Aquests blocs s'apilen i permeten que el sèrum flueixi.
Aquest tipus de formatge està tan estès avui en dia que és impossible de edonar-li una denominació d'origen. Tanmateix, la Unió Europea reconeix la denominació d'origen protegida West Country Farmhouse Cheddar. Aquesta DOP estableix que el formatge s'ha d'elaborar de manera tradicional amb ingredients locals dels quatre comtats de Dorset, Somerset, Devon i Cornualla del sud-oest d'Anglaterra i madurar durant almenys 9 mesos. El 2019, un cheddar DOP elaborat a Weston-super-Mare a Somerset es va classificar com el quart millor formatge del món d'una selecció de 3.804 formatges de 42 països diferents.

La DOP West Country Farmhouse Cheddar requereix l'ús d'ingredients recollits als quatre comtats anglesos que es mostren en aquest mapa.

Als Estats Units hi ha diferents varietats: Classic, Nova York, Colby/Longhorn, White i Vermont. El Nova York té un gust fort, de vegades amb un aroma fumat. El gust del Colby/Longhorn és entre suau i mitjà. Els grans són visibles perquè estan acolorits amb crema groga. El formatge cheddar sense colorar es denomina sovint cheddar blanc o cheddar de Vermont, tant si està produït a l'estat de Vermont com si no.
Aquest formatge nord-americà és un aliment regularment controlat per l'USDA (Departament d'Agricultura dels Estats Units) que observa la indústria làctia. Aquesta organització produeix informes setmanals sobre els preus i les quantitats produïdes. Als Estats Units, Wisconsin en produeix la major part. Altres ubicacions importants de la seva producció es troben als estats de Nova York, Vermont, i a Tillamook, Oregon.
La seva producció també és important al Canadà, on es va establir al segle xix per abastir el mercat britànic, abans d'implantar-se ràpidament al mercat local. Hi ha varietats de cheddar suau, mitjà o fort, segons l'envelliment. El dolç s'ofereix en cheddar “groc” o cheddar “blanc”. Els cheddars envellits solen ser blancs.

### Aportació alimentària
El formatge cheddar és una bona font de vitamina B12. Una llesca de 40 g conté aproximadament 0,5 µg.
100 g de formatge cheddar representen aproximadament 380 kcal.

## Història
El terme municipal de Cheddar té moltes coves les quals proporcionen una humitat alta i una temperatura gairebé constant ideals per a la maduració del formatge. El formatge cheddar tradicionalment s'havia d'elaborar a menys de 48 km de la catedral de Wells.

Es fa formatge Cheddar des de, com a mínim, el segle xii. Els antics romans haurien portat la recepta per elaborar aquest formatge des de la regió francesa de Cantal.

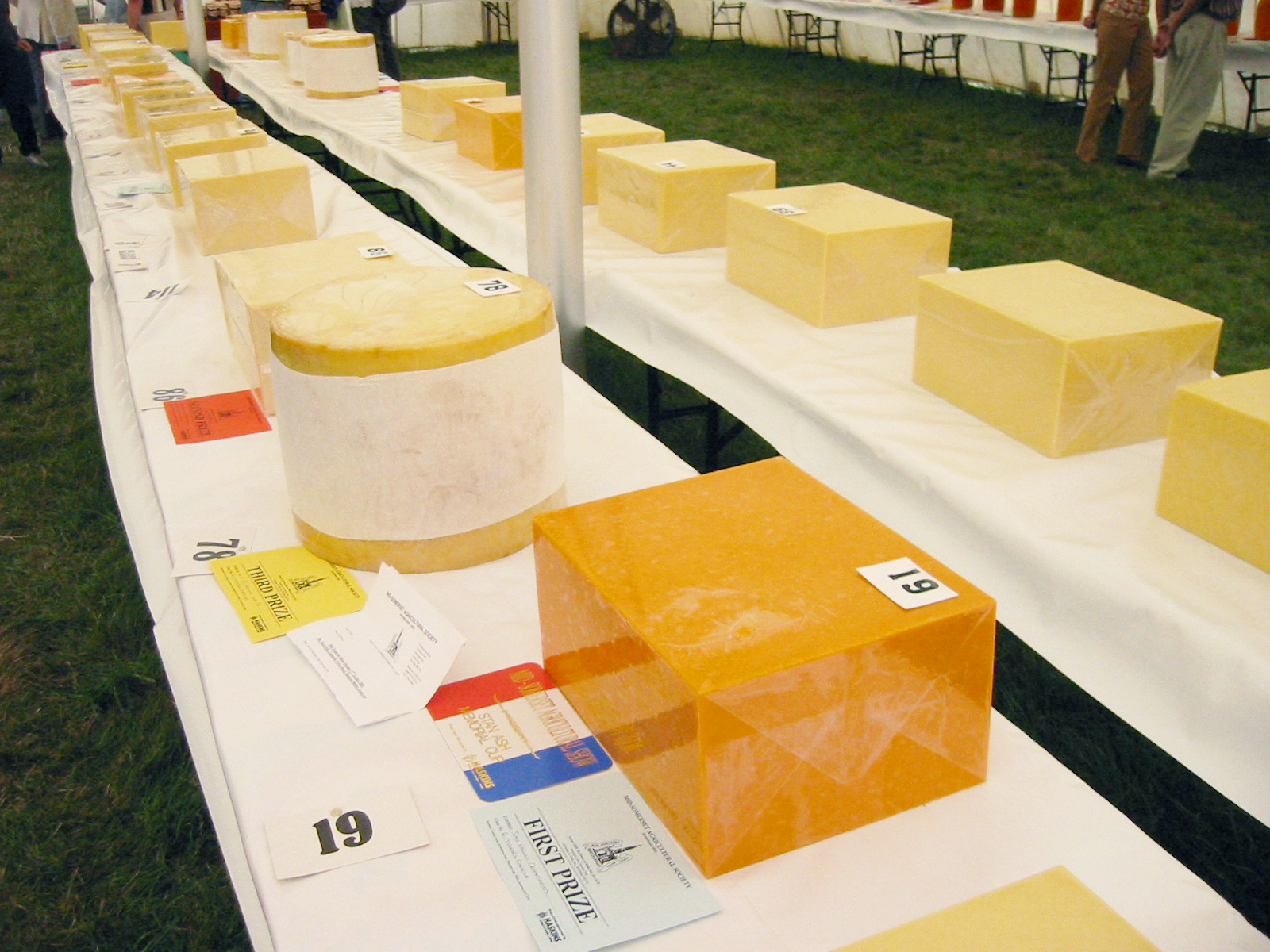
Formatges cheddar exposats al Mid Somerset Show.

Un document del rei Enric II del 1170 registra la compra de 4.640 kg (10.240 lliures) a un farthing per lliura (un total de 1£10.13s.4d). Carles I (1600–1649) també va comprar formatge al poble.
El personatge fonamental per a entendre la modernització i estandardització del formatge Cheddar va ser el lleter de Somerset del segle xix Joseph Harding. Hardind ha estat batejat com "el pare del formatge Cheddar" per les innovacions tècniques que va introduir, la promoció de la higiene làctia i la difusió voluntària de tècniques modernes d'elaboració de formatges. Harding va introduir nous equips en el procés d'elaboració de formatges, inclòs el seu "triturador giratori" per al tall de mató, estalviant molt d'esforç manual. El "mètode Joseph Harding" va ser el primer sistema modern per a la producció de Cheddar basat en principis científics. Harding va afirmar que el formatge Cheddar "no s'elabora al camp, ni als estables, ni tan sols amb la vaca, sinó que es fa a la lleteria". Joseph Harding i la seva dona, van estar darrere de la introducció del formatge a Escòcia i Amèrica del Nord, mentre que els seus fills Henry i William Harding van ser els responsables d'introduir la producció d'aquest tipus de formatge a Austràlia i facilitar l'establiment de la indústria formatgera a Nova Zelanda.
Durant la Segona Guerra Mundial i durant gairebé una dècada després, la major part de la llet a Gran Bretanya es va utilitzar per elaborar un únic tipus de formatge motejat Government Cheddar com a part de l'economia de guerra i el racionament. Abans de la Primera Guerra Mundial, a la Gran Bretanya hi havia més de 3.500 productors de formatge; després de la Segona Guerra Mundial no n'eren més de 100.
Segons un investigador del Departament d'Agricultura dels Estats Units, el formatge Cheddar és la varietat de formatge més popular del món i el tipus de formatge més estudiat en publicacions científiques.

## Procediment

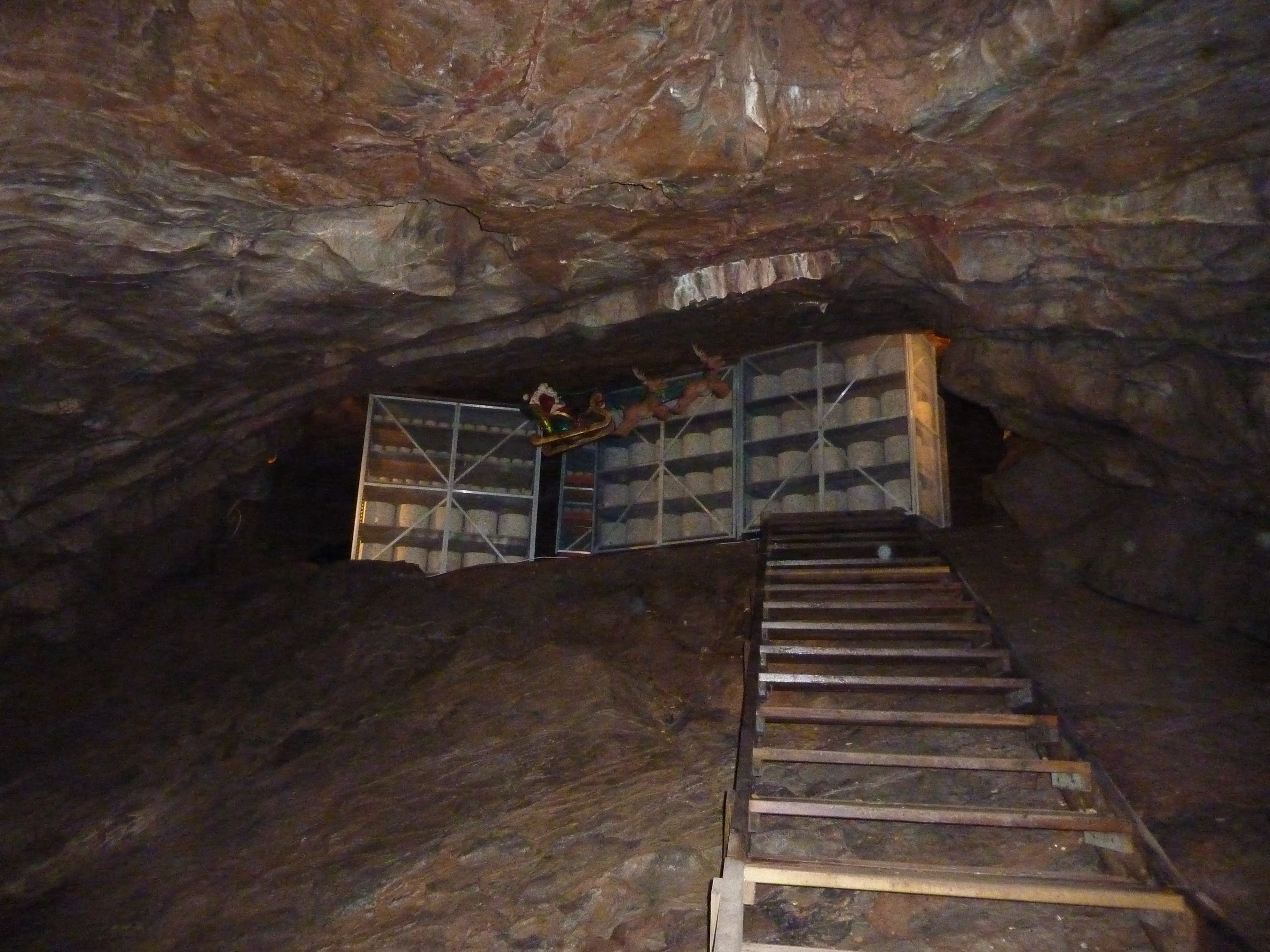
Cheddar madurant en les coves de Cheddar Gorge

La quallada i el sèrum se separen mitjançant el quall, un complex d'enzims que normalment es produeix a partir dels estómacs dels vedells nounats (en els formatges vegetarians o kosher es fan servir bacteris, llevats o quimosina).
El Cheddaring es refereix a un pas addicional que es presenta en la producció de formatge d'estil Cheddar, on, després de l'escalfament, la quallada es pasta amb sal, es drena el xerigot, s'apilen i es giren. El formatge es manté a una temperatura constant que sovint requereix instal·lacions especials. Igual que amb altres varietats de formatge dur produït a tot el món, les coves proporcionen un ambient ideal per a la maduració del formatge, encara avui, una petita part del formatge Cheddar és madurat en les coves de Wookey Hole i a la Cheddar Gorge.
De vegades es canvia el color del formatge amb l'ajut del colorant alimentari. La bixa, una planta d'origen tropical, s'utilitza sovint per donar el color taronja. Aquesta pràctica l'utilitzen fabricants industrials com Kraft, però està estrictament prohibida a les especificacions de la DOP West Country farmhouse Cheddar. No se sap exactament l'origen aquesta pràctica, ni les raons que van empényer a fer-ho. Hi ha tres teories:
- Assegurar la consistència del color del formatge d'un lot a l'altre.

- Ajudar el comprador a triar el tipus de formatge si no està identificat.

- Identificar la regió de producció.

## Rècords
El president dels Estats Units Andrew Jackson va celebrar una vegada una festa de portes obertes a la Casa Blanca en la qual va servir un bloc de cheddar de 640 kg. Es diu que la Casa Blanca feia setmanes que feia olor de formatge.
Un formatge de 3.200 kg es va produir a Ingersoll, Ontario, el 1866 i es va exhibir a Nova York i Gran Bretanya; es descriu al poema "Ode on the Mammoth Cheese Weighing over 7,000 Pounds" pel poeta canadenc James McIntyre.
El 1893, els agricultors de la ciutat de Perth, Ontario, van produir el "formage de mamut", que pesava 10.000 kg per a l'Exposició Mundial de Chicago. S'havia previst exposar-lo a l'exposició canadenca, però el formatge de mamut va caure pel terra i es va col·locar en un terra de formigó armat a l'edifici agrícola. Va rebre la major atenció periodística de la fira i va rebre la medalla de bronze. Es va fer un formatge Wisconsin més gran de 15.690 kg per a l'Exposició Mundial de Nova York de 1964. Un formatge d'aquesta mida faria servir l'equivalent a la producció diària de llet de 16.000 vaques.
Els membres d'Oregon de la Federació de Formatges Americans van crear el cheddar més gran l'any 1989. El formatge pesava 25.790 kg.